# WIDI
Intel Wireless Display o WiDi è un sistema di trasmissione video sviluppato da Intel che sfrutta la rete wireless. Quasi tutti i laptop più recenti basati su prodotti Intel sono compatibile con Intel WiDi, anche se non in tutti sono installati i driver per poterlo utilizzare. Intel ha interrotto la commercializzazione del sistema nell'agosto del 2016.

## Caratteristiche
La connessione WiDi sfrutta la rete Wi-Fi classe n per trasmettere file audio e video in Full HD. Funziona installando un driver nel dispositivo compatibile con Intel WiDi; è possibile rielaborare il segnare WiDi in:
- HDMI
- DisplayPort

### Video
- Full HD: 1080p 1920×1080

### Audio
- Audio surround 5.1 canali fino a 48 kHz / 16 bit LPCM

## Versioni

### Intel WiDi 1.0

#### Intel WiDi Widget 1.1
- Potenza Menu Utente - un basso drop che consente di inviare qualsiasi finestra aperta al televisore.
- Lettori multimediali - Windows Media Player, Cyberlink PowerDVD, Arcsoft TotalMedia, Sonic RoxioNow, Corel WindDVD e Toshiba Video Player automaticamente a schermo intero sul televisore. Windows Media Center ci permetterà di ottimizzare.
- Richiede un processore Intel Wireless Display PC abilitato, l'adattatore compatibile e TV. 1080p e Blu-ray o la riproduzione di altri contenuti protetti disponibile solo su 2ª generazione Intel Core PC basati su processori con grafica integrata abilitati, un adattatore compatibile e lettore multimediale, e supporto Intel WiDi software e driver grafico installato.